# Тепляков, Валентин Васильевич
Валентин Васильевич Тепляков (10 апреля, 1951 года, Норильск — 9 ноября 2020 года, Москва) — советский и российский театральный режиссёр и педагог, декан актёрского факультета ГИТИСа (1991—2010), почётный профессор Центральной академии драмы (Пекин), Заслуженный деятель искусств РФ, Заслуженный артист Российской Федерации (2000).

## Биография
Родился в 1951 году в Норильске в семье врача-дерматолога Василия Фёдоровича Теплякова и юриста Марзият Бапинаевой, уроженки Кабардино-Балкарии. Вернувшись с мамой в Нальчик, он окончил там городскую школу № 2, а затем уехал учиться в Москву. В 1973 году окончил Щепкинское театральное училище. В 1974 году создал Молодежный театр-студию на базе Кабардино-балкарского государственного университета, которой руководил до 1985 года. Выпускниками театра-студии Валентина Теплякова стали Аскер Налоев, Светлана Бульдяева, Ирина Недова, Валентина Соседенко, Гусман Мидов, Татьяна Лычина, Хасанби Курманов, Ирина Кузнецова, Мустафа Курашинов, Заур Кячев, Зариф Бапинаев, Олег Гусейнов, Анатолий Мамбетов, а также Роберт Саральпов, Галина Сапрыкина и многие другие.
В 1985-1989 годах являлся одновременно главным режиссёром и директором Русского драматического театра имени Горького в Нальчике. В 1989 году в Москве проходил международный симпозиум «Станиславский в меняющемся мире», в рамках которого была показана постановка Валентина Теплякова «На дне». После этих гастролей, в этом же году его пригласили преподавать в ГИТИСе.
С 1991 по 2010 году — декан актерского факультета ГИТИСа. Как художественный руководитель выпустил три актерских курса. Известные выпускники: Станислав Бондаренко, Анастасия Задорожная, Анастасия Денисова, Евгений Миллер, Иван Николаев, Анна Котова-Дерябина.
Поставил спектакли: «Братья Карамазовы» (Государственный музыкальный театр Национального искусства), «Трамвай «Желание»», «Три сестры» и «На дне».
Был востребован за рубежом. В 1994 году поставил «Три сестры» в Национальном театре имени Сервантеса в Буэнос-Айресе. Впервые поставил пьесу А. П. Чехова «Иванов» на языке хинди в Нью-Дели. Первым поставил Чехова в Уругвае — «Иванов» стал первой постановкой русского драматурга в Южной Америке. Руководил филиалом ГИТИСа в Дании. Работал в Университете Коимбра в Португалии, вёл семинары по актерскому мастерству по программе 1 и 2 курсов. Проводил мастер-классы для артистов в Бразилии и Аргентине. Почётный профессор Центральной академии драмы в Китае.
В 2012 году занял должность заведующего кафедрой драматического искусства в Институте театрального искусства под управлением народного артиста СССР Иосифа Кобзона. В 2017 году основал Международный фестиваль театральных школ стран БРИКС. На протяжении 6 лет Тепляков был председателем членов жюри Открытого окружного фестиваля молодёжных театральных коллективов «Взмах Крыла».
Скончался 9 ноября 2020 года от коронавируса. Похоронен на Троекуровском кладбище.

## Внешние ссылки
- Нальчик, студия Теплякова, «Ромео и Джульетта», 1984
- Набор в мастерскую заслуженного деятеля искусств РФ В. В. Теплякова. Институт Театрального искусства
- «Братья Карамазовы» реж. В. Тепляков